# Trebovljani
Trebovljani je naseljeno mjesto u sastavu općine Bosanska Gradiška, Republika Srpska, BiH.

## Stanovništvo
| Trebovljani        |              |
| Godina popisa      | 1991.        |
| Srbi               | 416 (97,88%) |
| Hrvati             | 2 (0,47%)    |
| Muslimani          | 1 (0,24%)    |
| Jugoslaveni        | 0            |
| ostali i nepoznato | 6 (1,41%)    |
| ukupno             | 425          |